# Campionati europei di atletica leggera 2022 - 100 metri ostacoli
La specialità dei 100 metri ostacoli dei campionati europei di atletica leggera 2022 si è svolta tra il 20 e il 21 agosto all'Olympiastadion di Monaco di Baviera, in Germania.

## Podio
| Pos.    | Atleta           | Nazionalità | Tempo | Note |
| ------- | ---------------- | ----------- | ----- | ---- |
| Oro     | Pia Skrzyszowska | Polonia     | 12"53 |      |
| Argento | Luca Kozák       | Ungheria    | 12"69 | =    |
| Bronzo  | Ditaji Kambundji | Svizzera    | 12"74 |      |

## Situazione pre-gara

### Record
Prima di questa competizione, il record del mondo (RM), il record europeo (EU) e il record dei campionati (RC) erano i seguenti.
| Record                | Prestazione | Atleta                    | Data                                         | Competizione |
| --------------------- | ----------- | ------------------------- | -------------------------------------------- | ------------ |
| Record mondiale       | 12"12       | Tobi Amusan Nigeria       | 24 luglio 2023 Eugene, Stati Uniti d'America | Europei 2023 |
| Record europeo        | 12"21       | Jordanka Donkova Bulgaria | 20 agosto 1988 Stara Zagora, Bulgaria        |              |
| Record dei campionati | 12"38       | Jordanka Donkova Bulgaria | 29 agosto 1986 Stoccarda, Germania           | Europei 1986 |

### Campione in carica
La campionessa europea in carica era:
| Campione | Atleta                     | Prestazione | Data                            | Competizione |
| -------- | -------------------------- | ----------- | ------------------------------- | ------------ |
| Europeo  | Ėl'vira Herman Bielorussia | 12"67       | 9 agosto 2018 Berlino, Germania | Europei 2018 |

### La stagione
Prima di questa gara, le atlete europee con le migliori tre prestazioni dell'anno erano:
| Pos. | Atleta                     | Prestazione | Data                                         |
| ---- | -------------------------- | ----------- | -------------------------------------------- |
| 1    | Cindy Sember Gran Bretagna | 12"50       | 24 luglio 2022 Eugene, Stati Uniti d'America |
| 2    | Pia Skrzyszowska Polonia   | 12"51       | 6 agosto 2022 Chorzów, Polonia               |
| 3    | Ėl'vira Herman Bielorussia | 12"65       | 17 giugno 2022 Brėst, Bielorussia            |

## Risultati

### Batterie
Le prime 3 di ogni batteria (Q) e i 3 migliori tempi tra le escluse (q) si qualificano alle semifinali.
| Posizione | Batteria | Corsia | Atleta                 | Nazionalità   | Tempo | Note |
| --------- | -------- | ------ | ---------------------- | ------------- | ----- | ---- |
| 1         | 3        | 2      | Elisa Maria Di Lazzaro | Italia        | 13"11 | Q    |
| 2         | 2        | 4      | Anne Zagré             | Belgio        | 13"12 | Q    |
| 3         | 3        | 4      | Viktória Forster       | Slovacchia    | 13"19 | Q    |
| 4         | 2        | 7      | Maayke Tjin-A-Lim      | Paesi Bassi   | 13"26 | Q    |
| 4         | 3        | 3      | Xènia Benach           | Spagna        | 13"26 | Q    |
| 6         | 1        | 5      | Jessica Hunter         | Gran Bretagna | 13"27 | Q    |
| 7         | 3        | 8      | Olimpia Barbosa        | Portogallo    | 13"29 | q    |
| 8         | 1        | 2      | Laura Valette          | Francia       | 13"30 | Q    |
| 9         | 2        | 6      | Elisavet Pesiridou     | Grecia        | 13"33 | Q    |
| 10        | 3        | 5      | Noemi Zbären           | Svizzera      | 13"34 | q    |
| 11        | 3        | 1      | Victoria Rausch        | Lussemburgo   | 13"37 | q    |
| 12        | 2        | 2      | Monika Zapalska        | Germania      | 13"39 |      |
| 13        | 1        | 8      | Klaudia Wojtunik       | Polonia       | 13"40 | Q    |
| 14        | 2        | 5      | Mathilde Heltbech      | Danimarca     | 13"41 |      |
| 15        | 2        | 3      | Nicla Mosetti          | Italia        | 13"49 |      |
| 16        | 3        | 6      | Ivana Lončarek         | Croazia       | 13"50 |      |
| 17        | 1        | 7      | Helena Jiranová        | Rep. Ceca     | 13"50 |      |
| 18        | 1        | 3      | Natalia Christofi      | Cipro         | 13"53 |      |
| 19        | 2        | 8      | Anja Lukić             | Serbia        | 13"63 |      |
| 20        | 1        | 4      | Anna Plotitsyna        | Ucraina       | 13"66 |      |
| 21        | 1        | 1      | Joni Tomičič Prezelj   | Slovenia      | 13"68 |      |
|           | 3        | 7      | Andrea Rooth           | Norvegia      | dq    |      |

### Semifinali
Le prime 2 di ogni semifinale (Q) e i 2 tempi migliori tra le escluse (q) si qualificano alla finale
| Posizione | Semifinale | Corsia | Atleta                 | Nazionalità   | Tempo | Note                                     |
| --------- | ---------- | ------ | ---------------------- | ------------- | ----- | ---------------------------------------- |
| 1         | 3          | 5      | Cindy Sember           | Gran Bretagna | 12"62 | Q                                        |
| 2         | 2          | 5      | Pia Skrzyszowska       | Polonia       | 12"66 | Q                                        |
| 3         | 2          | 4      | Luca Kozák             | Ungheria      | 12"69 | Q                                        |
| 4         | 1          | 5      | Nadine Visser          | Paesi Bassi   | 12"74 | Q                                        |
| 5         | 1          | 4      | Ditaji Kambundji       | Svizzera      | 12"78 | Q                                        |
| 6         | 2          | 3      | Sarah Lavin            | Irlanda       | 12"79 | q                                        |
| 7         | 3          | 4      | Cyréna Samba-Mayela    | Francia       | 12"82 | Q                                        |
| 8         | 1          | 6      | Mette Graversgaard     | Danimarca     | 12"87 | q                                        |
| 9         | 3          | 3      | Reetta Hurske          | Finlandia     | 12"95 |                                          |
| 10        | 1          | 3      | Klaudia Siciarz        | Polonia       | 13"00 |                                          |
| 11        | 3          | 1      | Klaudia Wojtunik       | Polonia       | 13"03 | Miglior prestazione personale stagionale |
| 12        | 1          | 8      | Elisa Maria Di Lazzaro | Italia        | 13"11 |                                          |
| 13        | 3          | 6      | Anne Zagré             | Belgio        | 13"12 |                                          |
| 14        | 2          | 8      | Noemi Zbären           | Svizzera      | 13"15 |                                          |
| 15        | 2          | 6      | Laëticia Bapté         | Francia       | 13"16 |                                          |
| 16        | 3          | 7      | Xènia Benach           | Spagna        | 13"18 |                                          |
| 17        | 1          | 2      | Elisavet Pesiridou     | Grecia        | 13"19 |                                          |
| 18        | 1          | 7      | Laura Valette          | Francia       | 13"20 |                                          |
| 19        | 2          | 7      | Maayke Tjin-A-Lim      | Paesi Bassi   | 13"21 |                                          |
| 20        | 2          | 1      | Victoria Rausch        | Lussemburgo   | 13"33 |                                          |
| 21        | 3          | 8      | Zoë Sedney             | Paesi Bassi   | 13"42 |                                          |
| 22        | 2          | 2      | Jessica Hunter         | Gran Bretagna | 13"43 |                                          |
| 23        | 1          | 1      | Viktória Forster       | Slovacchia    | 13"50 |                                          |
| 24        | 3          | 2      | Olimpia Barbosa        | Portogallo    | 13"57 |                                          |

### Finale
| Posizione | Corsia | Atleta              | Nazionalità   | Tempo | Note |
| --------- | ------ | ------------------- | ------------- | ----- | ---- |
| Oro       | 6      | Pia Skrzyszowska    | Polonia       | 12"53 |      |
| Argento   | 5      | Luca Kozák          | Ungheria      | 12"69 | =    |
| Bronzo    | 8      | Ditaji Kambundji    | Svizzera      | 12"74 |      |
| 4         | 4      | Nadine Visser       | Paesi Bassi   | 12"75 |      |
| 5         | 1      | Sarah Lavin         | Irlanda       | 12"86 |      |
| 6         | 2      | Mette Graversgaard  | Danimarca     | 12"99 |      |
| 7         | 7      | Cyréna Samba-Mayela | Francia       | 13"05 |      |
| 8         | 3      | Cindy Sember        | Gran Bretagna | 13"16 |      |